# Tycherus bolivari
Tycherus bolivari är en stekelart som först beskrevs av Berthoumieu 1895.  Tycherus bolivari ingår i släktet Tycherus och familjen brokparasitsteklar. Inga underarter finns listade i Catalogue of Life.